# 奈良県道・和歌山県道732号阪本五條線
奈良県道・和歌山県道732号阪本五條線（ならけんどう・わかやまけんどう732ごう さかもとごじょうせん）は、奈良県五條市から和歌山県伊都郡高野町を経由して、再び奈良県五條市に至る一般県道である。

## 概況
奈良県五條市大塔町阪本から和歌山県伊都郡高野町を経由して、奈良県五條市犬飼町に至る。
全線にかけて道が狭く、山の中を通るが、農地や民家などがあるため、生活道路として地元住民が利用している。また、林業者の通勤路としての役割もある。

### 路線データ
- 起点：奈良県五條市大塔町阪本（国道168号交点）
- 終点：奈良県五條市犬飼町（犬飼交差点、国道24号交点）
- 総延長：23.5 km（和歌山県：10.046 km）

## 路線状況

### 重複区間
- 和歌山県道・奈良県道55号橋本五條線（奈良県五條市火打町・火打交差点 - 五條市中町）

### 道路施設

#### 橋梁
- 和歌山県
  - 御倉橋（紀の川、五條市）

## 地理

### 通過する自治体
- 奈良県
  - 五條市
- 和歌山県
  - 伊都郡高野町
- 奈良県
  - 五條市

### 交差する道路
| 交差する道路                                    | 都道府県名 | 市町村名 | 市町村名 | 交差する場所 | 交差する場所      |
| ----------------------------------------------- | ---------- | -------- | -------- | ------------ | ----------------- |
| 国道168号                                       | 奈良県     | 五條市   | 五條市   | 大塔町阪本   | 起点              |
| 奈良県道・和歌山県道733号川津高野線             | 和歌山県   | 伊都郡   | 高野町   | 大字東富貴   |                   |
| 和歌山県道・奈良県道55号橋本五條線 重複区間起点 | 奈良県     | 五條市   | 五條市   | 火打町       | 火打交差点        |
| 和歌山県道・奈良県道55号橋本五條線 重複区間終点 | 奈良県     | 五條市   | 五條市   | 中町         |                   |
| 国道24号                                        | 奈良県     | 五條市   | 五條市   | 犬飼町       | 犬飼交差点 / 終点 |

### 沿線
- 富貴郵便局
- 高野町立富貴小学校
- 高野町立富貴中学校
- 高野町役場 富貴支所
- 坂合部郵便局
- 紀の川

### 峠
- 奈良県
  - 出屋敷峠（五條市 - 和歌山県伊都郡高野町）